# Lussemburgo ai Giochi della XV Olimpiade
Il Lussemburgo ha partecipato ai Giochi della XV Olimpiade, svoltisi ad Helsinki, dal 19 luglio al 3 agosto 1952,  
con una delegazione di 44 atleti impegnati in 9 discipline,
aggiudicandosi 1 medaglia d'oro.

## Medagliere
| Medaglia | Atleta         | Sport            | Evento           |
| -------- | -------------- | ---------------- | ---------------- |
| Oro      | Joseph Barthel | Atletica leggera | 1500 metri piani |

## Risultati

### Calcio
| Atleta | Classifica |                        |
| --- | --- | ---------------------- |
| V · D · M Nazionale olimpica lussemburghese · Calcio ai Giochi Olimpici Estivi 1952 1 Lahure · 2 Wagner · 3 Spartz · 4 Jaminet · 5 Back · 6 Müller · 7 Guth · 8 Roller · 9 Gales · 10 Nurenberg · 11 Letsch · 12 Magnani · 13 Bissen · 14 Welter · 15 Reuter · 16 Hansen · 17 Speck · CT : Patek | 9° |                        |
| Nazionale olimpica lussemburghese · Calcio ai Giochi Olimpici Estivi 1952 | |                        |
| 1 Lahure · 2 Wagner · 3 Spartz · 4 Jaminet · 5 Back · 6 Müller · 7 Guth · 8 Roller · 9 Gales · 10 Nurenberg · 11 Letsch · 12 Magnani · 13 Bissen · 14 Welter · 15 Reuter · 16 Hansen · 17 Speck · CT: Patek                                                                                      | 1 Lahure · 2 Wagner · 3 Spartz · 4 Jaminet · 5 Back · 6 Müller · 7 Guth · 8 Roller · 9 Gales · 10 Nurenberg · 11 Letsch · 12 Magnani · 13 Bissen · 14 Welter · 15 Reuter · 16 Hansen · 17 Speck · CT: Patek | Lussemburgo (bandiera) |